# Estrela de classe A da sequência principal

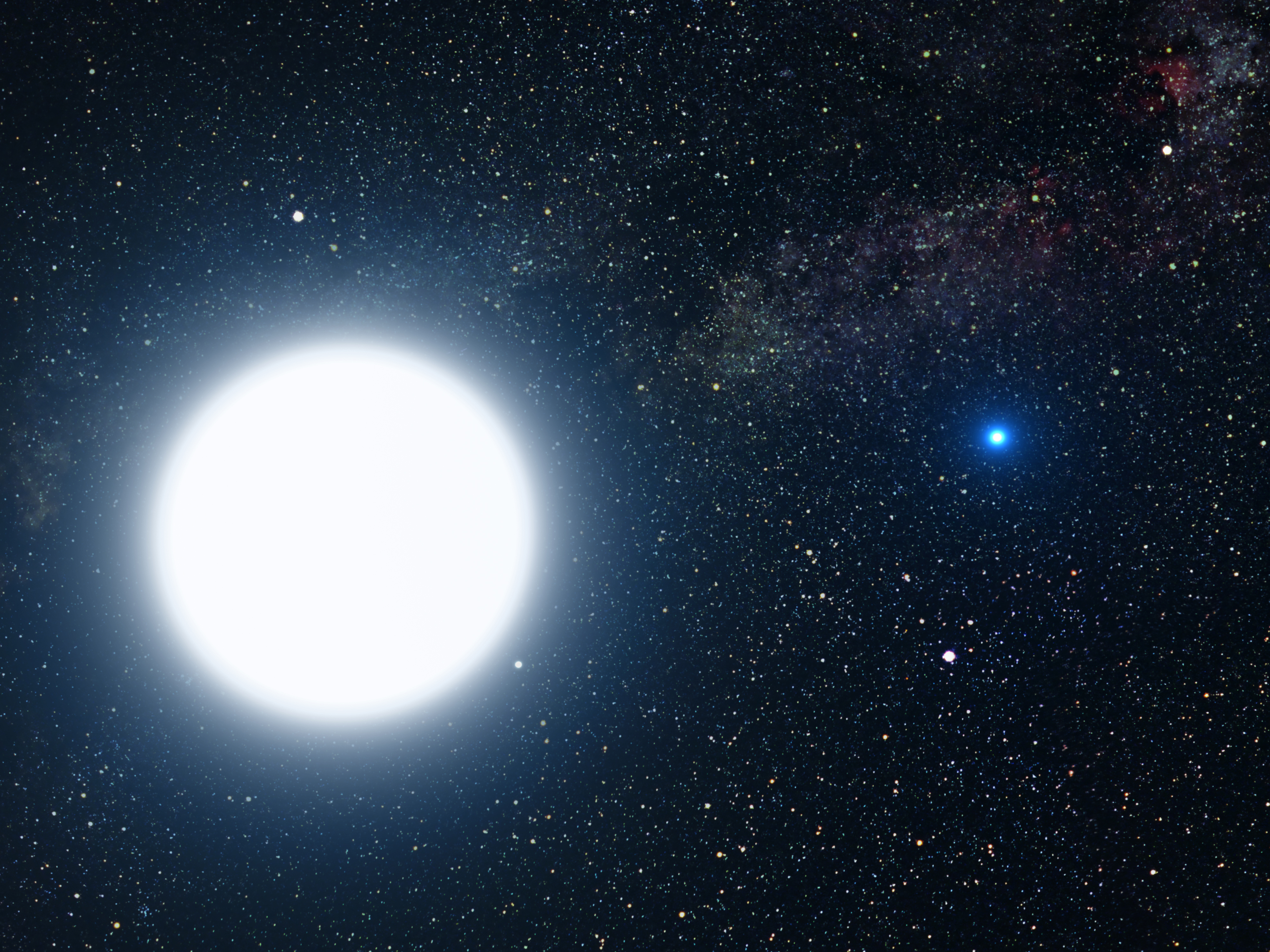
Concepção artística de Sirius A e Sirius B, um sistema estelar binário

Uma estrela de classe A da sequência principal (A V) ou estrela anã A é uma estrela da sequência principal (queima de hidrogênio) de tipo espectral A e classe de luminosidade V. Essas estrelas têm espectros que são definidos por fortes linhas de absorção Balmer de hidrogênio. Medem entre 1.4 e 2.1 massas solares (M☉) e têm temperaturas de superfície entre 7.600 K e 10.000 K. Exemplos brilhantes e próximos são Altair (A7 V), Sirius A (A1 V) e Vega (A0 V). As estrelas de classe A não têm uma zona convectiva e, portanto, não se espera que abriguem um dínamo magnético. Como consequência, por não terem ventos estelares fortes, carecem de meios para gerar emissão de raios-X.
Em julho de 2019, astrônomos relataram ter encontrado uma estrela de classe A, S5-HVS1, viajando 1.755 km/s, mais rápido do que qualquer outra estrela detectada até agora. A estrela está na constelação de Grus no céu meridional, e cerca de 29.000 anos-luz da Terra, e pode ter sido ejetada para fora da galáxia da Via Láctea após interagir com Sagittarius A*, o buraco negro supermassivo no centro da galáxia.

## Padrão espectral de estrelas
| Classe estelar | Massa (M☉) | Raio (R☉) | Mv  | Teff (K) |
| -------------- | ---------- | --------- | --- | -------- |
| A0V            | 2.40       | 1.87      | 0.7 | 9727     |
| A1V            | 2.30       | 1.83      | 1   | 9274     |
| A2V            | 2.19       | 1.78      | 1.3 | 8820     |
| A3V            | 2.11       | 1.76      | 1.5 | 8585     |
| A4V            | 2.03       | 1.74      | 1.7 | 8350     |
| A5V            | 1.86       | 1.69      | 2.  | 7880     |
| A6V            | 1.8        | 1.66      | 2.1 | 7672     |
| A7V            | 1.74       | 1.63      | 2.3 | 7483     |
| A8V            | 1.66       | 1.6       | 2.4 | 7305     |
| A9V            | 1.62       | 1.55      | 2.5 | 7112     |

O sistema revisado do Atlas de Yerkes listou uma grade densa de estrelas padrão espectrais anãs de classe A, mas nem todas sobreviveram até hoje como padrões. Os "pontos de ancoragem" e "padrões de punhal" do sistema de classificação espectral MK entre as estrelas anãs da sequência principal de classe A, ou seja, aquelas estrelas padrão que permaneceram inalteradas ao longo dos anos e podem ser consideradas para definir o sistema, são Vega (A0 V), Gamma Ursae Majoris (A0 V) e Fomalhaut (A3 V). A revisão seminal da classificação MK por Morgan & Keenan (1973) não forneceu quaisquer padrões de punhal entre os tipos A3 V e F2 V. HD 23886 foi sugerido como um padrão A5 V em 1978. Richard Gray e Robert Garrison forneceram as contribuições mais recentes para a sequência espectral de anã A em um par de artigos em 1987 e 1989. Eles listam uma variedade de padrões espectrais de anãs de classe A de rotação rápida e lenta, incluindo HD 45320 (A1 V), HD 88955 (A2 V), 2 Hydri (A7 V), 21 Leonis Minoris (A7 V) e 44 Ceti (A9 V). Além dos padrões MK fornecidos nos artigos de Morgan e nos artigos de Gray & Garrison, ocasionalmente também se vê Delta Leonis (A4 V) listado como um padrão. Não há estrelas padrão A6 V e A8 V publicadas.

A classificação espectral Morgan-Keenan

## Planetas
As estrelas de classe A são jovens (normalmente com algumas centenas de milhões de anos) e muitas emitem radiação infravermelha (IV) além do que seria esperado apenas da estrela. Esse excesso de IV é atribuível à emissão de poeira de um disco de detritos onde os planetas se formam. Pesquisas indicam que planetas massivos geralmente se formam em torno de estrelas de classe A, embora esses planetas sejam difíceis de detectar usando o método de espectroscopia Doppler. Isso ocorre porque as estrelas de classe A geralmente giram muito rapidamente, o que torna difícil medir os pequenos desvios Doppler induzidos por planetas em órbita, uma vez que as linhas espectrais são muito largas. No entanto, esse tipo de estrela massiva eventualmente evolui para uma gigante vermelha mais fria que gira mais lentamente e, portanto, pode ser medida usando o método da velocidade radial. No início de 2011, cerca de 30 planetas da classe Júpiter foram encontrados em torno de estrelas gigantes K evoluídas, incluindo Pólux, Gamma Cephei e Iota Draconis. Levantamentos Doppler em torno de uma grande variedade de estrelas indicam que cerca de 1 em 6 estrelas com o dobro da massa do Sol são orbitadas por um ou mais planetas do tamanho de Júpiter, em comparação com cerca de 1 em 16 para estrelas semelhantes ao Sol.
Os sistemas estelares de classe A conhecidos por apresentarem planetas incluem Fomalhaut, HD 15082, Beta Pictoris e HD 95086.

## Exemplos
| Nome   | Tipo espectral | Constelação | Mag. apa. | Massa (M☉) | Raio (R☉)     | Luminosidade (L☉) | Distância (ly) |
| ------ | -------------- | ----------- | --------- | ---------- | ------------- | ----------------- | -------------- |
| Altair | A7 V           | Aquila      | 0.76      | 1.79       | 1.63–2.03     | 10.6              | 16.73          |
| Sirius | A0mA1 Va       | Canis Major | −1.47     | 2.063      | 1.711         | 25.4              | 8.60 ± 0.04    |
| Vega   | A0 Va          | Lyra        | 0.026     | 2.135      | 2.362 × 2.818 | 40.12             | 25.04          |